# Tutto il resto è noia
Tutto il resto è noia è il quarto album in studio di Franco Califano, pubblicato nel 1977 per l'etichetta discografica Ricordi.
L'album è presente nella classifica dei 100 dischi italiani più belli di sempre secondo Rolling Stone Italia alla posizione numero 57.

## Descrizione
Il bambino ritratto sulla copertina dell'album è Eros Turatello, figlio del boss della malavita milanese Francis Turatello, di cui Califano fu grande amico.

## Tracce
Lato A
1. Me 'nnamoro de te – 3:42 (Franco Califano)
2. La vacanza di fine settimana – 4:28 (Franco Califano, Francisco Aranda, Douglas Gattini, Frank Del Giudice)
3. Roma nuda – 3:08 (testo: Franco Califano, Roberto Conrado)
4. Moriremo 'nsieme – 1:55 (Franco Califano, Francisco Aranda, Douglas Gattini, Frank Del Giudice)
5. Bimba mia – 4:10 (Franco Califano)
6. Tutto il resto è noia – 4:32 (Franco Califano, Frank Del Giudice)

Lato B
1. Buona fortuna Annamaria – 4:24 (Franco Califano, Douglas Gattini, Memo Remigi)
2. Un passo dietro un passo – 3:32 (Franco Califano, Francisco Aranda)
3. Sto con lei – 3:40 (Franco Califano, Gianluigi Guarnieri)
4. Vivere e volare – 3:41 (Franco Califano, Frank Del Giudice)
5. Una favola d'estate – 3:18 (Franco Califano, Francisco Aranda, Douglas Gattini, Frank Del Giudice)
6. Pasquale l'infermiere – 3:15 (Franco Califano, Francisco Aranda, Douglas Gattini, Frank Del Giudice)